# Distretto di Nijrab
Il distretto di Nijrab è un distretto dell'Afghanistan appartenente alla provincia di Kapisa. Viene stimata una popolazione di 57 692 abitanti (stima 2016-17).